# Menenquen
Los Menenquen fueron una tribu indígena de la región de Guadalupe en el actual territorio de Texas. Eran aliados de los Caguas y los Sijames y pertenecían a la etnia de los Coahuiltecos. La mayor parte del conocimiento sobre éstos yace en los libros bautismales de la Misión de San Antonio de Valero y fueron finalmente dominados por los españoles en la década de 1540. En algunas ocasiones se confunden con los Maracouman de Colorado. Los menenquen eran una tribu principal en la región, tribus como los Apayxam o los Alazapa hablaban su dialecto.